# Karalar, İdil
Karalar là một thị trấn thuộc huyện İdil, tỉnh Şırnak, Thổ Nhĩ Kỳ. Dân số thời điểm năm 2011 là 3.817 người.